# Primal Scream
Pour les articles homonymes, voir Scream.
Primal Scream est un groupe de rock britannique, originaire de Glasgow, en Écosse. Il est formé en 1982, et est composé de Bobby Gillespie au chant, d'Andrew Innes à la guitare, de Martin Duffy au clavier, de Darrin Mooney à la batterie, de Simone Butler à la basse et Kevin Shields à la guitare.

## Biographie

### Formation et débuts (1982–1989)
Le groupe est formé en 1982 par Robert « Bobby » Gillespie et Jim Beattie, deux lycéens de la banlieue de Glasgow. Alan McGee, plus tard fondateur du mythique label indépendant Creation Records, était un camarade de Gillespie qu'il avait initié à la musique punk.
Les premières années du groupe consistent essentiellement en concerts dans des petites salles de Glasgow, car Gillespie était alors également batteur de The Jesus and Mary Chain, groupe qu'il quitte finalement en 1985. C'est cette même année que Primal Scream sortit son premier single, All Fall Down sur Creation. Les premières compositions du groupe (Crystal Crescent et sa face B Velocity Girl mais également It Happens et All Fall Down) demeurent des classiques de la pop de Glasgow de la moitié des années 1980, avec leurs mélodies simples, répétitives mais efficaces, et leurs lumineux arpèges de guitares. L'évolution du groupe le conduira plus tard vers le mainstream, surtout à partir de l'album Screamadelica (1991), composé après le départ de Jim Beattie.

### Screamadelica(1990–1992)

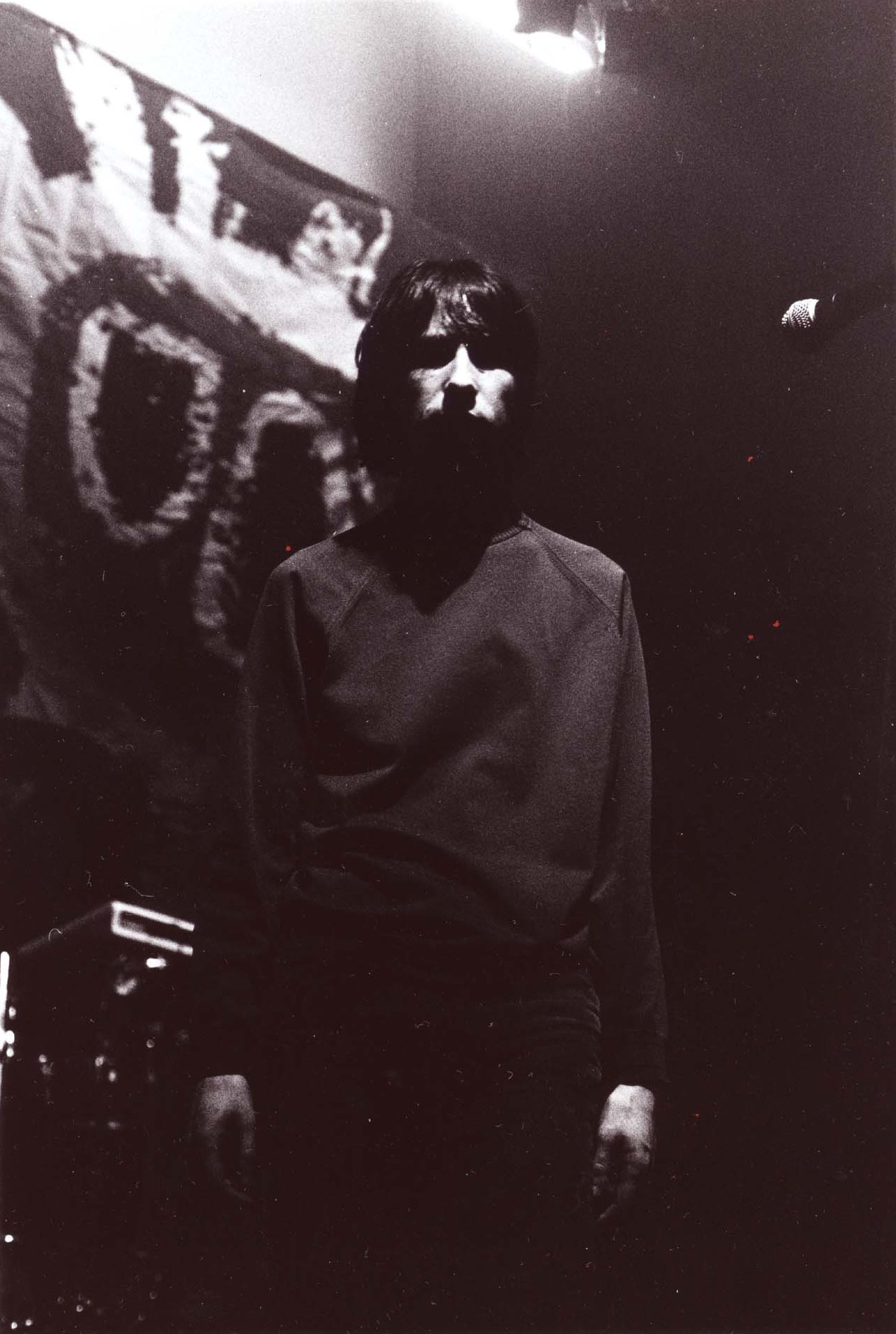
Bobby Gillespie en 1991 au Club Citta, Kawasaki, au Japon.

Le groupe se présente pour la première fois dans la scène acid house grâce à McGee en 1988. Ils étaient d'abord sceptiques ; Gillespie expliquera que « je me rappellerai toujours que ça ne m'intéressait pas, mais qu'il fallait que je fasse avec. » Le groupe s'y intéresse progressivement et commence à participer à des raves. Ils font la rencontre du DJ Andrew Weatherall, et leur donne une copie de I'm Losing More Than I'll Ever Have, un morceau issu de Primal Scream, à remixer pour l'un de ses concerts. Weatherall y ajoute un drum loop d'un bootleg italien de What I Am d'Edie Brickell, un sample de Gillespie chantant une phrase de Terraplane Blues de Robert Johnson et le sample central de la série B The Wild Angels de Peter Fonda. Il en résulte le morceau Loaded, qui devient un single à succès, classé à la 16e place de l'UK Singles Chart. Il est suivi par le single Come Together qui atteint la 19e place.
Le groupe entre en studio avec Weatherall, Hugo Nicolson, The Orb et Jimmy Miller à la production, et Martin Duffy désormais à plein temps aux claviers. Ils sortent deux nouveaux singles, Higher than the Sun et Don't Fight It, Feel It. L'album, Screamadelica, est publié à la fin 1991 et positivement accueilli. Ink Blot Magazine le considère comme « dans le temps, et indémodable ».
Ils tournent en son soutien à Amsterdam, puis jouent au festival Glastonbury avant de terminer par Sheffield. Cette tournée permet au groupe de gagner progressivement en notoriété. À cette période, ils enregistrent Dixie Narco EP.

### Give Out But Don't Give Up(1992–1995)
Le groupe commence à travailler sur un quatrième album aux Roundhouse Studios de Londres en septembre 1992. En mars 1994, le premier single de l'album, Rocks, est publié. Il est le mieux classé en date. Le single est bien accueilli, notamment le NME. L'album, Give Out But Don't Give Up, est publié et accueilli d'une manière mitigée.
En tournée en soutien à l'album, des tensions entre membres du groupe se font ressentir. En tournée américaine, ils jouent avec Depeche Mode ; selon leur agent artistique Alex Nightingale, c'est à cette période que le groupe « était à deux doigts de se séparer. » Après leur tournée, le groupe reste inactif un moment.

### Vanishing Point(1996–1998)
Après une courte pause, le groupe revient une nouvelle formation. Gary « Mani » Mounfield, qui revient de la séparation positive de son autre groupe, The Stone Roses, est recruté comme bassiste, et Paul Mulraney devient leur batteur. L'arrivée de Mani revitalise le groupe, qui était sur le point de se séparer après la sortie de Give Out.
Le style musical de l'album est genre de shoegazing dance/dub, qui fusionne avec le succès de Screamadelica. Certains des morceaux s'inspirent du film Vanishing Point, sorti en 1971 ; Gillespie expliquera avoir voulu créer une bande son alternative du film. Les autres paroles s'inspirent de mauvaises passes avec la drogue. Gillespie décrit l'album d'« anarcho-syndicaliste. » Le premier single de l'album, Kowalski, est publié en mai 1997, et atteint la huitième place des charts britanniques. L'album, intitulé Vanishing Point, d'après le film, est publié en juillet et revitalise le style commercial du groupe. Il est bien accueilli à la quasi-unanimité, notamment par Entertainment Weekly et Musik.

### XTRMNTR and Evil Heat(1999–2005)

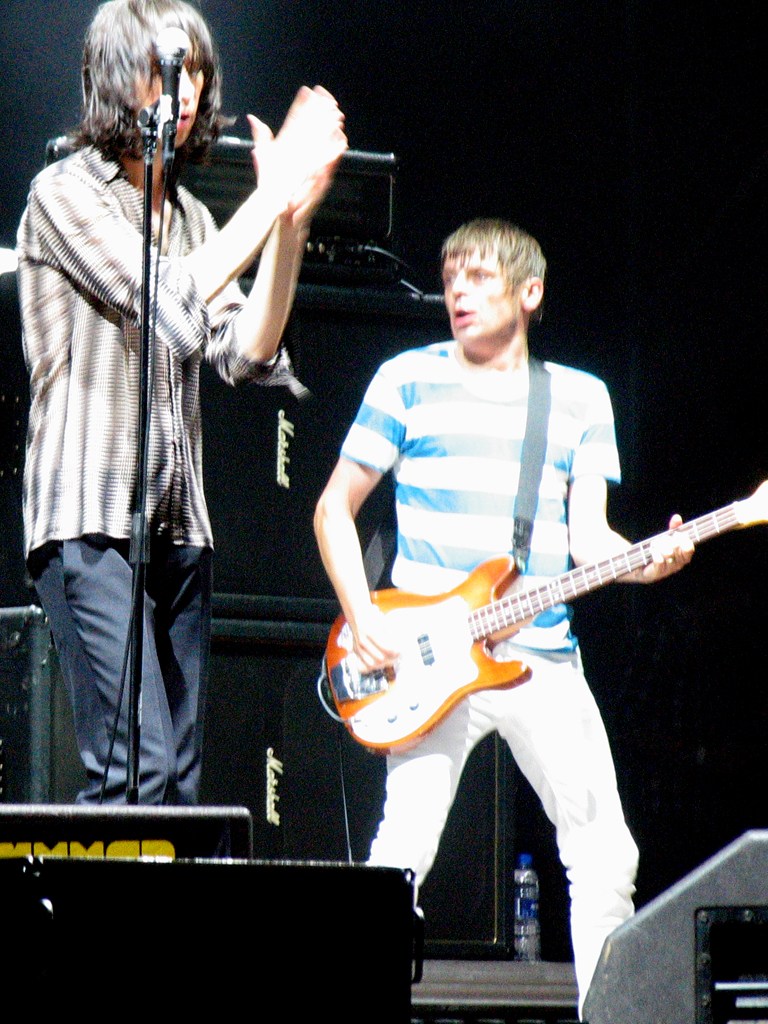
Le groupe au Summercase, en 2008.

Les sessions de leur sixième album se déroulent comme prévues. Le groupe est presque libéré de la drogue, et la formation est désormais stabilisée. L'album fait participer les Chemical Brothers, Bernard Sumner de New Order et l'ancien guitariste de My Bloody Valentine Kevin Shields, qui deviendra membre demi-permanent.
Le premier single de XTRMNTR, Swastika Eyes, est publié en novembre 1999. Concernant le contenu ouvertement politique du morceau, Gillespie explique qu'il traite du « terrorisme international américain » ; mais ses paroles font polémiques. Néanmoins, il parvient à se classer 22e des classements britanniques. XTRMNTR lui-même atteint la troisième place. Le contenu politique est bien accueilli. En 2009, le NME classe XTRMNTR troisième de sa liste des « 100 meilleurs albums de la décennie ».
En 2000, le groupe commence à enregistrer son septième album, Evil Heat, publié en 2002. Même si le contenu politique n'est pas aussi important que le précédent album, un morceau qui devait être programmé sur l'album, Bomb the Pentagon, est retravaillé pour devenir Rise après les attentats du 11 septembre 2001.
En juin 2005, Primal Scream joue un set controversé au festival Glastonbury, durant lequel Gillespie provoquait le public en faisant des saluts nazis pendant le morceau Swastika Eyes.

### More LightetChaosmosis(depuis 2013)
Leur dixième album, More Light, est publié en mai 2013 sur leur propre label, First International, via Ignition Records. Le nouvel album est produit par David Holmes. Le premier morceau, 2013, comprend son clip réalisé par Rei Nadal.
Leur ancien guitariste, Robert « Throb » Young meurt en septembre 2014. Le 7 décembre 2015, le groupe annonce la sortie de l'album Chaosmosis, pour le 18 mars 2016.

## Projet solo et collaboration
En 2021, Bobby Gillepsie collabore avec la chanteuse Jehnny Beth pour un album de duo Utopian Ashes, lequel a reçu un bon accueil critique de la part de la presse anglaise. La collaboration Bobby Gillepsie and Jehnny Beth se poursuivra sur scène le temps d'une tournée européenne avec un concert à Paris en novembre.

## Style musical
Le style musical du groupe est aussi bien influencé par le rock classique des années 1960, tel que les Byrds ou les Rolling Stones, que par les musiques les plus expérimentales. La discographie de Primal Scream est ainsi assez éclectique, allant du pastiche des Rolling Stones avec Give Out But Don't Give Up (1994) ou Riot City Blues (2006) à une sorte de musique expérimentale mêlant musique électronique, punk et krautrock sur XTRMNTR (2000) et Evil Heat (2002), ou encore faisant le crossover entre pop rock et acid house sur Screamadelica (1991) et mariant dub, pop et musique psychédélique avec Vanishing Point (1997). L'album Beautiful Future (2008) se lance dans les sonorités pop eighties de manière toujours aussi hédoniste et convaincante.

## Membres

### Membres actuels
- Bobby Gillespie - chant, percussions (depuis 1982)
- Andrew Innes - guitare, chœurs (depuis 1986)
- Simone Butler - basse, claviers, percussions (depuis 2012)
- Martin Duffy - claviers, synthétiseur, platines DJ (depuis 1989)
- Darrin Mooney - batterie, percussion (depuis 1997)

### Anciens membres
- Gary Mounfield - basse (1996-2011)
- Barrie Cadogan - guitare rythmique (2005-2015)
- Tim Vine - synthétiseur, programmation, effets, samples (2005-2010)
- Rob Alton - synthétiseur, programmation, effets, samples, platines DJ (1996-2004)
- Kevin Shields - seconde guitare solo (1998-2006)
- Jim Beattie - guitare, synthétiseur, programmation (1982-1989)
- Denise Johnson - chant (1990-1996, décédé en 2020)
- Robert « Throb » Young - guitare rythmique, synthétiseur (1984-2006, décédé en 2014)
- Paul Mulreany - drums (1996)
- Jim Hunt – saxophone (1996-1999)
- Duncan Mackay – trompette (1997-2001)
- Henry Olsen - basse (1991-1995)
- Phillip « Toby » Tomanov - drums (1982-1995)
- Stuart May - guitare rythmique (1984)
- Paul Harte - guitare rythmique (1986)
- Martin St. John - tambourine (1984-1987)
- Gavin Skinner - batterie (1986)
- Tom McGurk - batterie (1985-1986)

### Anciens membres de tournée
- John Zorn - saxophone alto, screaming (22 décembre 2000, Manchester Apollo)
- Debbie Googe - guitare basse (2012)

## Discographie

### Albums studio
- 1987 : Sonic Flower Groove
- 1989 : Primal Scream
- 1991 : Screamadelica
- 1992 : Dixie-Narco (Ep)
- 1994 : Give Out But Don't Give Up
- 1997 : Vanishing Point
- 2000 : XTRMNTR
- 2002 : Evil Heat
- 2006 : Riot City Blues
- 2008 : Beautiful Future
- 2013 : More Light
- 2016 : Chaosmosis
- 2024 : Come Ahead

### Albums en public
- 2003 : Live in Japan
- 2007 : Riot City Blues Tour
- 2011 : Screamadelica Live

### Compilations / Rééditions
- 1997 : Echo Dek
- 2003 : Dirty Hits
- 2004 : Shoot Speed – More Dirty Hits
- 2018 : Give Out But Don't Give Up – The Original Memphis Recordings (Réédition 2 CD : CD original + CD versions alternatives & chutes studio)
- 2019 : Maximum Rock 'N' Roll: The Singles (Double compilation)
- 2021 : Demodelica (Compilation de démos et mixes alternatives en référence à l'album screamadelica)
- 2023 : Reverberations (Travelling in Time) (Compilation inclus 11 titres inédits de la BBC Radio Sessions enregistrés pour John Peel & Janice Long + 5 titres des 2 premiers singles édités chez Creation Records 1985-1986)